# NGC 681
NGC 681 é uma galáxia espiral barrada (SBab) localizada na direcção da constelação de Cetus. Possui uma declinação de -10° 25' 38" e uma ascensão recta de 1 horas, 49 minutos e 10,8 segundos.
A galáxia NGC 681 foi descoberta em 28 de Novembro de 1785 por William Herschel.